# Paralimnophila (Paralimnophila) terania
Paralimnophila (Paralimnophila) terania is een tweevleugelige uit de familie steltmuggen (Limoniidae). De soort komt voor in het Australaziatisch gebied.